# 5 Heures Du Mat'
A 5 Heures Du Mat’ című dal a francia hiphopcsapat Alliance Ethnik 2. kimásolt kislemeze a Fat Comeback című 1999-es albumról.

## Megjelenések
12"  Franciaország Delabel – 7243 8956946 9
- A	5 Heures Du Mat' (Version Album) 4:50 Featuring – Vinia Mojica
- B1	5 Heures Du Mat' (Instrumental) 4:50
- B2	5 Heures Du Mat' (Acapella) 4:50

## Slágerlista
| Slágerlista (1999)        | Legjobb helyezések |
| ------------------------- | ------------------ |
| French SNEP Singles Chart | 63                 |

## A dal zenei alapja
A 5 Heures Du Mat' című dalhoz az alábbi zenei alapokat használták fel:
- Chon Funk Shun-When The Feeling's Right[4] (1978)
- Nonchalant-5 O'Clock[5] (1996)